# Савски трг (Сремска Митровица)
Савски трг је трг у Сремској Митровици и са својом непосредном околином представља један од најстаријих градских делова. Трг се налази у западном делу градског средишта и једном страном је отворен ка реци Сави, ка којој се пружа незабораван поглед. 
У средини трга налази се стара градска православна црква, посвећена светом Стефану, која потиче још из доба турске владавине Сремом (17. век). На датом тргу налазе се један од градских домова здравља, низ продавница и пар кафеа.